# Wacław Blicharski
Wacław Walerian Blicharski (ur. 12 września 1912 w Zagórzu, zm. 30 czerwca 1972 w Quilmes) – polski alpinista, działający po II wojnie światowej w Argentynie, działacz harcerski w II Rzeczypospolitej i w Argentynie, harcmistrz.

## Życiorys

### Dzieciństwo i okres międzywojenny
Wacław Blicharski był synem Michała, kolejarza pracującego w węźle kolejowym w Zagórzu, i Zuzanny z domu Pacior. W czasie I wojny światowej wychowywał się pod Innsbruckiem, a od 1917 roku mieszkał w Tarnopolu. Uczył się początkowo w Szkole im. J. Słowackiego, później (po wyparciu wojsk bolszewickich) w Wyższej Szkole Realnej, przekształconej później w III Państwowe Gimnazjum im. M. Kopernika. Tam wstąpił do drużyny harcerskiej, szybko został zastępowym, a następnie drużynowym. W 1931 roku zdał egzamin maturalny i w październiku tego roku rozpoczął studia na Politechnice Lwowskiej. Od stycznia 1933 roku został kierownikiem Referatu Organizacyjnego w Wydziale Organizacyjnym Komendy Lwowskiej Chorągwi Harcerzy. Od listopada 1934 roku do 1935 roku był referentem krajoznawczym w Wydziale Wyszkolenia Chorągwi. W latach 1935–1938 był członkiem Komendy Chorągwi Harcerzy we Lwowie. Brał też udział w Zlocie Harcerstwa Polskiego w Spale. Miał wtedy stopień podharcmistrza. Od stycznia 1936 roku został kierownikiem Wydziału Organizacyjnego Komendy Hufca we Lwowie. Rozkazem z 20 stycznia 1938 roku komendant chorągwi, hm. Aleksander Szczęścikiewicz zmienił jego przydział służbowy do Hufca Harcerzy Starszych we Lwowie. Stopień harcmistrza uzyskał rozkazem Naczelnika Harcerzy z 19 lutego 1939 roku.
Od października 1936 roku uczył się w szkole artylerii we Włodzimierzu Wołyńskim.

### II wojna światowa
W czasie kampanii wrześniowej 1939 roku dostał przydział do 6 pułku artylerii ciężkiej, w którym był dowódcą oddziału odbiorczego koni nr 4 w Bełzie, następnie był drugim oficerem ogniowym 1 baterii 5 pułku artylerii ciężkiej. Dostał się do Warszawy, gdzie zorganizował samodzielny działon armat 150 mm, którym dowodził w okolicy al. Róż i ul. Koszykowej. Od 22 września walczył w ogrodach sejmowych z przydziałem do 88 dywizjonu artylerii konnej. 30 września został przelokowany do Piaseczna, następnie do Góry Kalwarii. Od 8 października przebywał w obozie przejściowym w Puławach, skąd uciekł 25 października. Dotarł do Tarnopola 1 listopada.
Organizował ZWZ w Tarnopolu. 28 kwietnia 1940 roku w czasie próby przekroczenia granicy polsko-węgierskiej Wacław i towarzyszący mu jego bracia zostali aresztowani przez NKWD. Przebywał w więzieniach w: Osmołodzie, Nadwórnej, Stanisławowie i Humaniu, gdzie 5 sierpnia został skazany na 5 lat łagru w Republice Komi. W październiku 1941 roku – po zwolnieniu z obozu pracy na mocy układu Sikorski-Majski – dołączył, wraz z braćmi Czesławem i Marianem, do tworzącej się Armii Polskiej w ZSRR. W lipcu 1942 roku na pokładzie statku „Żdanow” wypłynął do Persji.
Z 2. Korpusem przeszedł cały szlak bojowy. Był ranny w czasie bitwy o Monte Cassino.

### Po II wojnie światowej
Wacław, Czesław, Marian i Zbigniew Blicharscy wyemigrowali po 1945 roku do Argentyny. Wacław zaangażował się w tworzenie drużyn harcerskich wśród polskiej emigracji. W 1956 roku w czasie V Zjazdu Okręgu ZHP w Buenos Aires objął funkcję sekretarza Zarządu Okręgu. W 1957 roku został mianowany na funkcję komendanta chorągwi harcerzy, a w 1963 roku został wybrany na przewodniczącego Zarządu Okręgu ZHP Argentyna. Aktywną działalność w strukturach harcerskich zakończył w 1966 roku i skoncentrował się na bezpośredniej pracy z młodzieżą i realizacji swej wielkiej pasji, jaką była turystyka górska.
Organizował obozy wspinaczkowe dla harcerzy 4. Męskiej Drużyny Harcerskiej im. A. Małkowskiego w Quilmes, w 1968 roku założył Harcerski Klub Andynistyczny. W latach 1968–1969, w 25. rocznicę bitwy o Monte Cassino, zorganizował wyprawę „Tatry II”, w ramach której 10 stycznia 1969 roku zdobyto dziewiczy szczyt o wysokości 5070 m n.p.m., który nazwano „Generał Iwanowski”. W ramach tej wyprawy Ryszard Czerniawski wszedł na górę, którą nazwano „Monte Cassino” (5 220 m), a W. Blicharski na szczyt nazwany wtedy „Tatry II” (5 370 m). 25 stycznia wyprawa wyruszyła na niezdobyty dotąd szczyt leżący w łańcuchu górskim Cordón de Pomez. Szczyt ten został zdobyty przez M. Gaińskiego i R. Czerniawskiego i nazwany „Bór-Komorowski”. Marek Gaiński zginął w czasie tej wyprawy. Wacław Blicharski był inicjatorem i organizatorem budowy schroniska-pomnika im. Marka Gaińskiego w Andach oddalonego od Buenos Aires o ok. 1100 kilometrów. Schronisko zostało otwarte w 1972 roku.

## Odznaczenia
- Krzyż Walecznych – dwukrotnie
- Krzyż Pamiątkowy Monte Cassino
- Złoty Krzyż Zasługi – dwukrotnie, w tym w 1967 roku za całokształt pracy harcerskiej
- szereg odznaczeń angielskich.

## Życie rodzinne
Wacław miał kilku braci: Mariana (1910–1990), Czesława (1918–2015), Zbigniewa  oraz siostrę Danutę.